# Milan Associazione Calcio 1974-1975
Questa voce raccoglie le informazioni riguardanti il Milan Associazione Calcio nelle competizioni ufficiali della stagione 1974-1975.

## Stagione

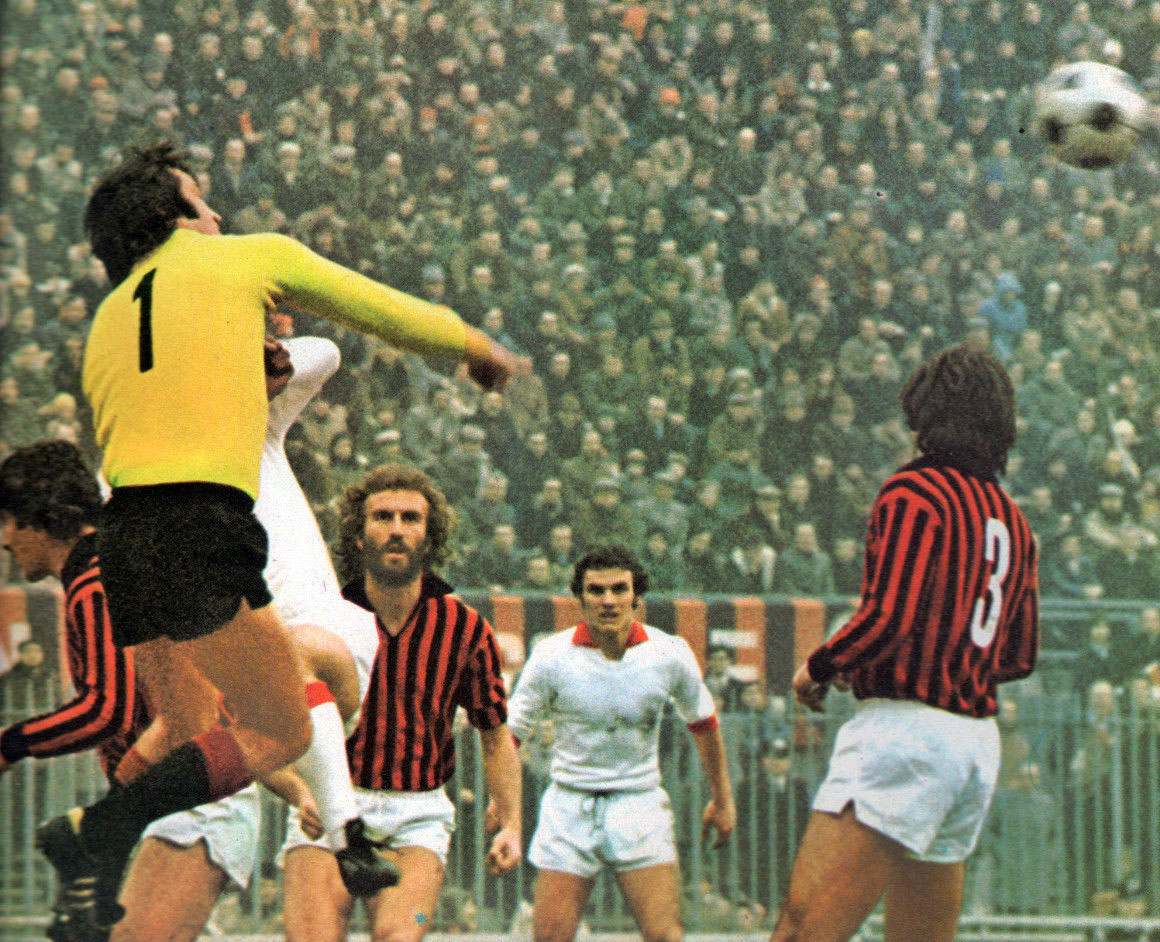
Il nuovo portiere rossonero Enrico Albertosi, pluripresente della stagione, respinge un attacco del Varese nella sfida di San Siro del 12 gennaio 1975 (4-0); osservano l'azione l'altro neoacquisto Luciano Zecchini e il bosino Walter De Vecchi, questo ultimo in prestito proprio dai meneghini.

Il nuovo allenatore del Milan per la stagione 1974-1975 è Gustavo Giagnoni. Il Milan è tra le società più attive sul mercato e acquista, tra gli altri il portiere Enrico Albertosi (dal Cagliari), i difensori Aldo Bet e Luciano Zecchini (rispettivamente dal Verona e dal Torino), il centrocampista Duino Gorin e l'attaccante Egidio Calloni (entrambi dal Varese), oltre all’attempato pari ruolo Gianni Bui. Karl-Heinz Schnellinger, invece, lascia la squadra dopo 9 stagioni e la rosa rossonera torna ad essere formata esclusivamente da giocatori di nazionalità italiana (condizione che non si verificava dalla stagione 1944-45 e che perdurerà fino al 1981-82).
La stagione inizia con le 4 partite del girone del primo turno di Coppa Italia, dove il Milan ottiene 2 vittorie (con Perugia e Parma) e 2 pareggi (con Brescia e Cesena) chiudendo il raggruppamento al primo posto a 6 punti e qualificandosi così al secondo turno, che si disputerà al termine della stagione tra maggio e giugno.
In campionato il Milan, dopo il pareggio nella prima giornata con la Sampdoria e la sconfitta in casa della Juventus nella seconda, ottiene 9 risultati utili consecutivi (4 vittorie e 5 pareggi) che gli consentono di portarsi nelle zone alte della classifica. I rossoneri chiudono il girone d'andata con 18 punti e nel girone di ritorno mantengono lo stesso rendimento terminando così il campionato al 5º posto con 36 punti frutto di 12 vittorie, 12 pareggi e 6 sconfitte (una sola casalinga). Il piazzamento vale la qualificazione alla Coppa UEFA 1975-1976.

Un altro nuovo arrivo, il centravanti Egidio Calloni, miglior marcatore milanista dell'annata.

Verso la fine della stagione il capitano rossonero Gianni Rivera entra in contrasto col presidente Albino Buticchi, complice l'ipotesi di uno scambio del Golden Boy con Claudio Sala avanzata dal massimo dirigente. Il giocatore, amareggiato da tale dichiarazione, non si presenta per due giorni agli allenamenti e viene messo fuori squadra. Dopo la conferma come presidente di Buticchi da parte del consiglio di amministrazione del Milan nel maggio 1975, Rivera annuncia la decisione di lasciare il calcio: l'alessandrino ritornerà comunque a giocare la stagione seguente dopo aver acquisito da Buticchi la quota di maggioranza della società milanese facendone assumere le redini a Bruno Pardi, che a sua volta cederà la presidenza del club a Vittorio Duina, nuovo proprietario del Milan, nel maggio del 1976.
La stagione si conclude con le rimanenti partite di Coppa Italia dove capitano dei rossoneri, data l'assenza di Rivera, è Romeo Benetti. Il Milan, nel girone con Bologna, Inter e Juventus, ottiene 4 vittorie, un pareggio e una sconfitta e si qualifica per la finale del 28 giugno 1975 all'Olimpico di Roma, dove affronta la Fiorentina. In finale i rossoneri, dopo aver rimontato per due volte il vantaggio dei viola, vengono battuti per 3-2 dalla Fiorentina che così conquista la sua 4ª Coppa Italia.

## Divise
La divisa è una maglia a strisce verticali della stessa dimensione, rosse e nere, con pantaloncini bianchi e calzettoni neri con risvolto rosso. La divisa di riserva è una maglia bianca con colletto e bordi delle maniche rossi e neri, pantaloncini bianchi e calzettoni bianchi con risvolto rosso e nero.
| Casa | Trasferta |

## Organigramma societario[3]
Area direttiva
- Presidente: Albino Buticchi

Area tecnica
- Allenatore: Gustavo Giagnoni
- Allenatore in seconda: Giovanni Trapattoni
- Direttore sportivo: Alessandro Vitali

Area sanitaria
- Medico sociale: Giovanni Battista Monti
- Massaggiatore: Carlo Tresoldi

## Rosa
| N. |                   | Ruolo | Calciatore                         |
| -- | ----------------- | ----- | ---------------------------------- |
|    | Italia (bandiera) | P     | Enrico Albertosi                   |
|    | Italia (bandiera) | P     | Pier Luigi Pizzaballa              |
|    | Italia (bandiera) | P     | Franco Tancredi                    |
|    | Italia (bandiera) | D     | Angelo Anquilletti (vice capitano) |
|    | Italia (bandiera) | D     | Aldo Bet                           |
|    | Italia (bandiera) | D     | Filippo Citterio                   |
|    | Italia (bandiera) | D     | Aldo Maldera                       |
|    | Italia (bandiera) | D     | Vinicio Pasin                      |
|    | Italia (bandiera) | D     | Giuseppe Sabadini                  |
|    | Italia (bandiera) | D     | Maurizio Turone                    |
|    | Italia (bandiera) | D     | Luciano Zecchini                   |
|    | Italia (bandiera) | C     | Romeo Benetti                      |

| N. |                   | Ruolo | Calciatore               |
| -- | ----------------- | ----- | ------------------------ |
|    | Italia (bandiera) | C     | Giorgio Biasiolo         |
|    | Italia (bandiera) | D     | Roberto Casone           |
|    | Italia (bandiera) | C     | Duino Gorin              |
|    | Italia (bandiera) | C     | Giovanni Lorini          |
|    | Italia (bandiera) | D     | Riccardo Martelli        |
|    | Italia (bandiera) | C     | Gianni Rivera (capitano) |
|    | Italia (bandiera) | A     | Alberto Bigon            |
|    | Italia (bandiera) | A     | Gianni Bui               |
|    | Italia (bandiera) | A     | Egidio Calloni           |
|    | Italia (bandiera) | A     | Luciano Chiarugi         |
|    | Italia (bandiera) | A     | Giovanni Sartori         |
|    | Italia (bandiera) | A     | Giorgio Skoglund         |

## Calciomercato

### Sessione estiva
| Acquisti | Acquisti          | Acquisti   | Acquisti      |
| R.       | Nome              | da         | Modalità      |
| -------- | ----------------- | ---------- | ------------- |
| P        | Enrico Albertosi  | Cagliari   | definitivo    |
| P        | Franco Tancredi   | Giulianova | definitivo    |
| D        | Aldo Bet          | Verona     | definitivo    |
| D        | Filippo Citterio  | Seregno    | definitivo    |
| D        | Vinicio Pasin     | Conegliano | definitivo    |
| D        | Luciano Zecchini  | Torino     | definitivo    |
| C        | Roberto Casone    | Como       | fine prestito |
| C        | Duino Gorin       | Varese     | definitivo    |
| C        | Riccardo Martelli | Livorno    | definitivo    |
| C        | Vincenzo Zazzaro  | Reggina    | fine prestito |
| A        | Gianni Bui        | Torino     | definitivo    |
| A        | Egidio Calloni    | Varese     | definitivo    |
| A        | Silvano Villa     | Foggia     | fine prestito |

| Cessioni | Cessioni                | Cessioni           | Cessioni      |
| R.       | Nome                    | a                  | Modalità      |
| -------- | ----------------------- | ------------------ | ------------- |
| P        | Giuseppe Cafaro         | Barletta           | prestito      |
| P        | Villiam Vecchi          | Cagliari           | definitivo    |
| D        | Dario Dolci             | Ternana            | definitivo    |
| D        | Franco Fasoli           | Clodia Sottomarina | prestito      |
| D        | Enrico Lanzi            | Varese             | definitivo    |
| D        | Karl-Heinz Schnellinger | TeBe Berlino       | definitivo    |
| D        | Giulio Zignoli          | Varese             | prestito      |
| C        | Franco Bergamaschi      | Genoa              | prestito      |
| C        | Ottavio Bianchi         | Cagliari           | definitivo    |
| C        | Walter De Vecchi        | Varese             | prestito      |
| C        | Riccardo Sogliano       |                    | fine carriera |
| C        | Vincenzo Zazzaro        | Arezzo             | prestito      |
| A        | Carlo Tresoldi          | Varese             | definitivo    |
| A        | Alessandro Turini       | Verona             | prestito      |
| A        | Silvano Villa           | Arezzo             | prestito      |
| A        | Francesco Vincenzi      | Monza              | definitivo    |

### Sessione autunnale
| Acquisti | Acquisti | Acquisti | Acquisti |
| R.       | Nome     | da       | Modalità |
| -------- | -------- | -------- | -------- |

| Cessioni | Cessioni          | Cessioni | Cessioni   |
| R.       | Nome              | a        | Modalità   |
| -------- | ----------------- | -------- | ---------- |
| D        | Vinicio Pasin     | Catania  | definitivo |
| C        | Roberto Casone    | Arezzo   | definitivo |
| C        | Riccardo Martelli | Livorno  | definitivo |

## Risultati

### Serie A

#### Girone di andata
| Milano 6 ottobre 1974 1ª giornata | Milan         | 0 – 0 referto | Sampdoria | Stadio San Siro (45 317 spett.)\| Arbitro: \| Prati (Parma) \| |
| Arbitro:                          | Prati (Parma) |               |           |                                                                |

| Arbitro: | Gialluisi (Barletta) |

|                          |           |             |
| Bettega 20’ Anastasi 57’ | Marcatori | 32’ Benetti |

| Arbitro: | Serafino (Roma) |

|              |           |              |
| Sabadini 84’ | Marcatori | 66’ Saltutti |

| Arbitro: | Menicucci (Firenze) |

|  |           |             |
|  | Marcatori | 84’ Calloni |

| Arbitro: | Reggiani (Bologna) |

|              |           |  |
| Chiarugi 69’ | Marcatori |  |

| Milano 10 novembre 1974 6ª giornata | Inter           | 0 – 0 referto | Milan | Stadio San Siro (71 206 spett.)\| Arbitro: \| Menegali (Roma) \| |
| Arbitro:                            | Menegali (Roma) |               |       |                                                                  |

| Arbitro: | V. Lattanzi (Roma) |

|                  |           |  |
| Chiarugi 6’, 29’ | Marcatori |  |

| Arbitro: | Serafino (Roma) |

|                |           |              |
| Zaccarelli 17’ | Marcatori | 44’ Chiarugi |

| Milano 8 dicembre 1974 9ª giornata | Milan                | 0 – 0 referto | Napoli | Stadio San Siro (65 980 spett.)\| Arbitro: \| Barbaresco (Cormons) \| |
| Arbitro:                           | Barbaresco (Cormons) |               |        |                                                                       |

| Cagliari 15 dicembre 1974 10ª giornata | Cagliari           | 0 – 0 referto | Milan | Stadio Sant'Elia (23 276 spett.)\| Arbitro: \| R. Lattanzi (Roma) \| |
| Arbitro:                               | R. Lattanzi (Roma) |               |       |                                                                      |

| Arbitro: | Gonella (Torino) |

|                                   |           |  |
| Rivera 29’ Biasiolo 47’ Bigon 55’ | Marcatori |  |

| Arbitro: | Picasso (Chiavari) |

|              |           |  |
| Zuccheri 69’ | Marcatori |  |

| Arbitro: | Levrero (Genova) |

|                                      |           |  |
| Rivera 5’ Benetti 13’, 52’ Bigon 37’ | Marcatori |  |

| Arbitro: | Panzino (Catanzaro) |

|                                             |           |  |
| Martini 56’ Turone 63’ (aut.) Chinaglia 75’ | Marcatori |  |

| Arbitro: | Benedetti (Roma) |

|                           |           |            |
| Bigon 6’ Calloni 50’, 53’ | Marcatori | 4’ Petrini |

#### Girone di ritorno
| Arbitro: | Michelotti (Parma) |

|                                |           |                                                             |
| Maraschi 6’ Fossati 31’ (rig.) | Marcatori | 13’ Rivera 24’ (rig.) Calloni 42’ Gorin 89’ (rig.) Chiarugi |

| Milano 9 febbraio 1975 17ª giornata | Milan                | 0 – 2 tav. referto | Juventus | Stadio San Siro (79 776 spett.)\| Arbitro: \| Barbaresco (Cormons) \| |
| Arbitro:                            | Barbaresco (Cormons) |                    |          |                                                                       |

| Arbitro: | R. Lattanzi (Roma) |

|                    |           |             |
| Casarsa 32’ (rig.) | Marcatori | 16’ Calloni |

| Arbitro: | Agnolin (Bassano del Grappa) |

|                      |           |           |
| Batistoni 34’ (aut.) | Marcatori | 35’ Prati |

| Arbitro: | Reggiani (Bologna) |

|                        |           |  |
| Vitali 44’, 89’ (rig.) | Marcatori |  |

| Arbitro: | Serafino (Roma) |

|                                             |           |  |
| Calloni 5’ Benetti 39’ Facchetti 70’ (aut.) | Marcatori |  |

| Arbitro: | Ciacci (Firenze) |

|           |           |                    |
| Silva 78’ | Marcatori | 58’ (rig.) Calloni |

| Arbitro: | Levrero (Genova) |

|                             |           |  |
| Gorin 7’ Agroppi 37’ (aut.) | Marcatori |  |

| Arbitro: | Serafino (Roma) |

|                                      |           |  |
| Clerici 71’ (rig.) Turone 77’ (aut.) | Marcatori |  |

| Mantova 6 aprile 1975 25ª giornata | Milan          | 0 – 0 referto | Cagliari | Stadio Danilo Martelli (29 353 spett.)\| Arbitro: \| Trono (Torino) \| |
| Arbitro:                           | Trono (Torino) |               |          |                                                                        |

| Bologna 13 aprile 1975 26ª giornata | Bologna             | 0 – 0 referto | Milan | Stadio Comunale (38 508 spett.)\| Arbitro: \| Panzino (Catanzaro) \| |
| Arbitro:                            | Panzino (Catanzaro) |               |       |                                                                      |

| Arbitro: | Ciulli (Roma) |

|                                      |           |  |
| Benetti 8’ Sabadini 48’ Chiarugi 89’ | Marcatori |  |

| Arbitro: | Terpin (Trieste) |

|  |           |              |
|  | Marcatori | 35’ Chiarugi |

| Arbitro: | Michelotti (Parma) |

|             |           |                  |
| Calloni 26’ | Marcatori | 31’ Garlaschelli |

| Arbitro: | Gonella (Torino) |

|                    |           |                       |
| Benatti 34’ (rig.) | Marcatori | 59’, 60’, 73’ Calloni |

### Coppa Italia

#### Primo turno
| Milano 1º settembre 1974 2ª giornata - Girone 6 | Milan                | 0 – 0 | Brescia | Stadio San Siro (30 000 spett.)\| Arbitro: \| Gialluisi (Barletta) \| |
| Arbitro:                                        | Gialluisi (Barletta) |       |         |                                                                       |

| Arbitro: | Serafino (Roma) |

|  |           |                 |
|  | Marcatori | 9’, 14’ Calloni |

| Arbitro: | Levrero (Genova) |

|                                                |           |              |
| Bigon 53’ Benetti 62’ Calloni 71’ Chiarugi 85’ | Marcatori | 55’ Beccaria |

| Arbitro: | Panzino (Catanzaro) |

|           |           |              |
| Festa 68’ | Marcatori | 81’ Sabadini |

#### Secondo turno
| Arbitro: | Panzino (Catanzaro) |

|  |           |              |
|  | Marcatori | 81’ Sabadini |

| Arbitro: | Ciacci (Firenze) |

|             |           |  |
| Calloni 55’ | Marcatori |  |

| Arbitro: | Serafino (Roma) |

|           |           |  |
| Bigon 76’ | Marcatori |  |

| Milano 15 giugno 1975 4ª giornata - Girone B | Milan                        | 0 – 0 | Inter | Stadio San Siro (35 130 spett.)\| Arbitro: \| Agnolin (Bassano del Grappa) \| |
| Arbitro:                                     | Agnolin (Bassano del Grappa) |       |       |                                                                               |

| Arbitro: | Ciulli (Roma) |

|                |           |                                            |
| Massimelli 33’ | Marcatori | 35’, 71’ Calloni 58’ Biasiolo 80’ Chiarugi |

| Arbitro: | Barboni (Firenze) |

|                        |           |             |
| Scirea 12’ Damiani 35’ | Marcatori | 60’ Sartori |

#### Finale
| Arbitro: | Michelotti (Parma) |

|                                         |           |                        |
| Casarsa 14’ (rig.) Guerini 54’ Rosi 67’ | Marcatori | 20’ Bigon 65’ Chiarugi |

## Statistiche

### Statistiche di squadra
| Competizione | Punti  | In casa | In casa | In casa | In casa | In casa | In casa | In trasferta | In trasferta | In trasferta | In trasferta | In trasferta | In trasferta | Totale | Totale | Totale | Totale | Totale | Totale | DR  |
| Competizione | Punti  | G       | V       | N       | P       | Gf      | Gs      | G            | V            | N            | P            | Gf           | Gs           | G      | V      | N      | P      | Gf     | Gs     | DR  |
| ------------ | ------ | ------- | ------- | ------- | ------- | ------- | ------- | ------------ | ------------ | ------------ | ------------ | ------------ | ------------ | ------ | ------ | ------ | ------ | ------ | ------ | --- |
| Serie A      | 36     | 15      | 8       | 6       | 1       | 24      | 6       | 15           | 4            | 6            | 5            | 13           | 16           | 30     | 12     | 12     | 6      | 37     | 22     | +15 |
| Coppa Italia | finale | 5       | 3       | 2       | 0       | 6       | 1       | 5            | 3            | 1            | 1            | 9            | 4            | 11     | 6      | 3      | 2      | 17     | 8      | +9  |
| Totale       | -      | 20      | 11      | 8       | 1       | 30      | 7       | 20           | 7            | 7            | 6            | 22           | 20           | 41     | 18     | 15     | 8      | 54     | 30     | +24 |

### Statistiche dei giocatori[23][24]
| Giocatore      | Serie A  | Serie A | Serie A     | Serie A    | Coppa Italia | Coppa Italia | Coppa Italia | Coppa Italia | Totale   | Totale | Totale      | Totale     |
| Giocatore      | Presenze | Reti    | Ammonizioni | Espulsioni | Presenze     | Reti         | Ammonizioni  | Espulsioni   | Presenze | Reti   | Ammonizioni | Espulsioni |
| -------------- | -------- | ------- | ----------- | ---------- | ------------ | ------------ | ------------ | ------------ | -------- | ------ | ----------- | ---------- |
| E. Albertosi   | 30       | -22     | ?           | ?          | 10           | -6           | ?            | ?            | 40       | -28    | ?           | ?          |
| A. Anquilletti | 11       | 0       | ?           | ?          | 5            | 0            | ?            | ?            | 16       | 0      | ?           | ?          |
| R. Benetti     | 28       | 5       | ?           | ?          | 11           | 1            | ?            | ?            | 39       | 6      | ?           | ?          |
| A. Bet         | 29       | 0       | ?           | ?          | 8            | 0            | ?            | ?            | 37       | 0      | ?           | ?          |
| G. Biasiolo    | 13       | 1       | ?           | ?          | 9            | 1            | ?            | ?            | 22       | 2      | ?           | ?          |
| A. Bigon       | 26       | 3       | ?           | 1          | 9            | 3            | ?            | ?            | 35       | 6      | ?           | 1+         |
| G. Bui         | 2        | 0       | ?           | ?          | 4            | 0            | ?            | ?            | 6        | 0      | ?           | ?          |
| E. Calloni     | 26       | 11      | ?           | ?          | 10           | 6            | ?            | ?            | 36       | 17     | ?           | ?          |
| R. Casone      | 0        | 0       | 0           | 0          | 0            | 0            | 0            | 0            | 0        | 0      | 0           | 0          |
| L. Chiarugi    | 26       | 7       | ?           | ?          | 10           | 3            | ?            | ?            | 36       | 10     | ?           | ?          |
| F. Citterio    | 1        | 0       | ?           | ?          | 4            | 0            | ?            | ?            | 5        | 0      | ?           | ?          |
| D. Gorin       | 22       | 2       | ?           | ?          | 9            | 0            | ?            | ?            | 31       | 2      | ?           | ?          |
| G. Lorini      | 8        | 0       | ?           | ?          | 4            | 0            | ?            | ?            | 12       | 0      | ?           | ?          |
| A. Maldera     | 13       | 0       | ?           | ?          | 11           | 0            | ?            | ?            | 24       | 0      | ?           | ?          |
| R. Martelli    | 0        | 0       | 0           | 0          | 0            | 0            | 0            | 0            | 0        | 0      | 0           | 0          |
| V. Pasin       | 0        | 0       | 0           | 0          | 0            | 0            | 0            | 0            | 0        | 0      | 0           | 0          |
| L. Pizzaballa  | 0        | -0      | 0           | 0          | 0            | -0           | 0            | 0            | 0        | -0     | 0           | 0          |
| G. Rivera      | 27       | 3       | ?           | ?          | 4            | 0            | ?            | ?            | 31       | 3      | ?           | ?          |
| G. Sabadini    | 29       | 2       | ?           | ?          | 7            | 2            | ?            | ?            | 36       | 4      | ?           | ?          |
| G. Sartori     | 0        | 0       | 0           | 0          | 1            | 1            | ?            | ?            | 1        | 1      | 0+          | 0+         |
| G. Skoglund    | 1        | 0       | ?           | ?          | 0            | 0            | 0            | 0            | 1        | 0      | 0+          | 0+         |
| F. Tancredi    | 0        | -0      | 0           | 0          | 1            | -2           | ?            | ?            | 1        | -2     | 0+          | 0+         |
| M. Turone      | 29       | 0       | ?           | ?          | 9            | 0            | ?            | 1            | 38       | 0      | ?           | 1+         |
| L. Zecchini    | 26       | 0       | ?           | ?          | 11           | 0            | ?            | ?            | 37       | 0      | ?           | ?          |